# 任關佩英
任關佩英，GBS，JP（1946年7月6日—），於香港出生，籍貫廣東南海，前香港公務員，外號「鐵蝴蝶」，亦是「手袋黨」二號人物，曾任運輸署署長和廉政專員，1959年畢業於嘉諾撒聖心學校私立部，1966年畢業於嘉諾撒聖心書院，1969年香港大學英國語言文學系畢業，1984年獲哈佛大學公共行政學碩士學位。任關佩英首任丈夫為一名醫生，後患淋巴腺癌離世；現任丈夫為美國艾默生電氣公司亞太區總部企業項目及服務總裁任錦漢，同時為任志剛的堂兄。

## 職業生涯
1969年大學畢業後，旋即在7月14日加入香港政府任政務官，1970年6月以23歲之齡任灣仔區民政主任（即目前的民政事務專員），是香港首位女性民政主任。1973年6月至1975年1月，曾暫時停任公職。
1978至1984年出任高級廉政專員助理署長期間，監製第一輯《廉政先鋒》，向電視觀眾介紹廉政公署的工作。
1996年1月1日出任運輸署署長。1997年出任廉政專員。
2000年1月1日至2002年6月30日出任當時新成立的環境食物局局長，任內工作包括推行全港性的廢物回收計劃，及處理當時香港禽流感。
2002年7月1日前香港特首董建華開始實行高官問責制當日提早退休，離開公務員隊伍。其後環境食物局亦被分拆到另外兩個決策局—衛生福利及食物局和環境運輸及工務局。

## 動態
2006年9月23日陳方安生召開記者會，宣布她籌組的政制核心小組成員名單，任關佩英是其中之一。
2019年6月23日，任關佩英等前高官發起聯署致函行政長官林鄭月娥，促請立即撤回《逃犯條例》修訂建議及成立獨立調查委員會，其後同年7月23日再度聯署，強烈促請政府設立獨立調查委員會，修補撕裂、尋求和解，認為是「唯一公認的最有效方法」；同年9月4日，林鄭月娥撤回該修訂建議，唯仍拒絕設立獨立調查委員會。

## 榮譽
2002年獲頒授金紫荊星章，2003年7月獲委任為非官守太平紳士。